# Tetracme (erebídeos)
Tetracme (Arctiidae) é um gênero de traça pertencente à família Arctiidae.